# 世界观

世界觀（英語：worldview ）是指個人或社會對整體社會及個人知識的觀點與基本認知取向。世界觀可以包括自然哲學；基本、存在和規範假設；以及主題、價值、情感。在德語中的世界觀（德語：Weltanschauung）的涵義則是「著眼世界之上」，是德國知識論中所使用的詞彙，指的是一個「廣泛世界的觀念」。世界觀指涉的是一種人類知覺的基礎架構，透過它，個體可以理解這個世界並且與它互動。

## 世界觀和認知哲學
世界觀是認知哲學和生产科学中的重要概念。這個詞表達的是人所擁有的廣泛世界的認知，而這源於他們對於這個世界的獨特經驗，或者更狹義地說，是民族經過長久時間以來對於世界的詮釋。人的語言即反映了他們的世界觀，這個意義由一些語言學的層次上展開，語句上的結構、無法翻譯的內涵和它的外延。
一個以世界觀繪成的世界地圖將會跨越政治領域的障礙，因為世界觀除了是人類政治活動的產物之外，同時也是共同人類經驗、地理區域、自然氣候條件、可用的經濟資源、社會文化系統和語言系族的產物。人口遺傳學者路易吉·路卡·卡瓦利-斯福扎便指出了人類基於血緣和語言而開展出來的共同文明進化的理論。
一個世界觀的地圖將會更加接近世界的語族地圖。
世界觀能夠以一個穩定（或說大多相同）和整體性的知覺來描述一個存在（existence），並且提供一個生產、維護和應用知識的框架。
班傑明·李·沃爾夫的薩丕爾-沃夫假說指出了語言的句法語義結構乃是人們世界觀最重要的基礎，這透過對世界的因果關係知覺的組織化、以及語言對於事物的分類來達成。由於語言的分類乃是世界觀與因果關係的表現，它便同樣能影響社會知覺，隨後造成在語言與知覺兩者之間，不斷互動的過程。
這個理論（或說假說）在1940年代廣泛受到歡迎，但是十年後便不再流行，直到1990年代有了新的研究，荷蘭的馬克士普朗克心理語言學研究所的史蒂芬·列文森和他的團隊找到新的資料支持所謂的「語言相對論」。另外斯坦福大学的Lera Boroditsky也使得這個理論受到某些重視。
「整合世界觀的建構」開始於各種不同世界觀提供給我們的知識碎片：不同的科學原則、任何系統性的知識。它由世界上各式各樣的文化給予的不同觀點進行整合。這便是Center Leo Apostel for Interdisciplinary Studies的研究主題。

## 世界觀與民間史詩
自然語言如果是對世界知覺的體現，那麼民族的文學便能揭露民族對於世界知覺的整體特徵。因此民間史詩中的限度和共通性便會成為一個世界觀的限度和共通性。
史詩常為跨越政治和世代障礙的人們所共享著，例如條頓民族和斯堪的納維亞民族的「尼伯龍根之歌」、南印度民族的「西拉巴提伽拉姆」故事、美索不達米亞、蘇美人和居住在肥沃月灣民族的「基加美修」史詩，以及阿拉伯民族的「一千零一夜」、非洲民族的「孫迪亞塔」故事。

## 世界觀的影響
此一名詞指稱對於世界作為人類實作以及人類存有的中介性，即一個綜合意見的集合。世界觀作為框架影響人類的知覺和經驗，以及社會的許多層次：知識、政治、經濟、宗教、文化、科學和道德。
舉例來說，對於因果關係的理解的世界觀有各式各樣的面貌，它可能是單向的，或循環的，或是螺旋性的。這樣一個認知結構便反映了對於世界的不同系統性理解，在中文中，我們指稱這樣的世界觀為「世界史觀」。一個單向的世界史觀會是一種一神教的觀點，認為世界歷史只有一種方向，世界有究極的初始狀態，並且將會在某個時間點結束，如同基督教所說「我是開始亦是終結」，回教亦有相同觀點。而循環史觀則認為世界的狀態是系統性而不斷循環的，如同四季不斷更迭，例如祆教、波斯拜日教和印度教。
對於因果關係的世界觀理解不只影響宗教傳統，還有人類思想的其他層面，例如歷史的目的、政治和經濟理論、還有許多其他系統性思想：民主、獨裁、無政府主義、資本主義、社會主義、共產主義。
有了線型史觀和非線型史觀的不同理解，便會產生在科學思考上各具特徵的抽象機構。舉例來說，對於世俗普遍行動和事件的不同理解，便會產生決定論和自由意志的種種對立。自由意志的世界觀認為，世界的原則是簡單的法則，他們總是維持穩定不變，在科學上它們稱作經驗主義；相反地，決定論的世界觀認為世界的原則是由動態的系統組成，在科學方法上稱作理性主義。
某些形式的哲學自然主義和唯物論反對實體會因為本身的限度而無法從事自然科學的命題，他們認為科學方法是最可信賴、建立模型以理解世界的最佳方法。

## 文艺作品中的世界观
作为与民族学“世界观”不同的用法，在日本出版界以漫画和轻小说为对象的后现代文艺评论用语“世界观”，用来表示“虚构的世界设定”。根据大塚英志所说，1980年代中期开始出现用“世界观”替代“设定”的说法。这个意义上的世界观不仅限于作品本身的世界设定，还被续篇作品和衍生作品等二次创作作品所继承。

## 其他意義
在德意志第三帝國的語言中，Weltanschauungen一字指的是納粹以特定觀點理解地理和政治問題的方法。
在一些宗教的非判斷態度中可以找到相悖的觀點。